# Fehlbildungssyndrom
Unter einem Fehlbildungssyndrom (synonym: einer Polyphänie) versteht man das typisch kombinierte Auftreten mehrerer angeborener Fehlbildungen, die mehrere Organsysteme zugleich betreffen.
Meist kann schon im frühen Kindesalter, zunehmend auch bereits im Rahmen von Pränataldiagnostik der Verdacht auf das Vorliegen eines solchen Syndroms gestellt werden.

## Einteilung nach ICD10
Zu den Fehlbildungssyndromen gehört eine Vielzahl von Erkrankungen.
Nachstehende Aufzählung beruht auf der Auflistung des DIMDI für die ICD-10:
- Q87.0 mit vorwiegender Beteiligung des Gesichtes
 Akrozephalopolysyndaktylie-Syndrome – Carpenter-Syndrom – Apert-Syndrom – Freeman-Sheldon-Syndrom – Goldenhar-Syndrom – Fraser-Syndrom – Okulo-aurikulo-vertebrales Spektrum – Kryptophthalmus-Syndrom – Moebius-Syndrom – Orofaziodigitale Syndrome – Pierre-Robin-Sequenz – Zyklopie
- Q87.1 vorwiegend mit Kleinwuchs
 Aarskog-Syndrom – Cockayne-Syndrom – Cornelia-de-Lange-Syndrom – Dubowitz-Syndrom – Noonan-Syndrom – Prader-Willi-Syndrom – Robinow-Syndrom – Seckel-Syndrom – Silver-Russell-Syndrom – Smith-Lemli-Opitz-Syndrom
- Q87.2 mit vorwiegender Beteiligung der Extremitäten
 Holt-Oram-Syndrom – Klippel-Trénaunay-Weber-Syndrom – Nagel-Patella-Syndrom – Rubinstein-Taybi-Syndrom – Sirenomelie – TAR-Syndrom – VACTERL-Assoziation
- Q87.3 mit vermehrtem Gewebewachstum im frühen Kindesalter
 Sotos-Syndrom – Weaver-Syndrom – Wiedemann-Beckwith-Syndrom
- Q87.4
 Marfan-Syndrom
- Q87.8 Sonstige, anderenorts nicht klassifiziert
 Alport-Syndrom – Hydroletalus-Syndrom – Laurence-Moon-Biedl-Bardet-Syndrom – Meacham-Syndrom – Ruvalcaba-Syndrom –  Zellweger-Syndrom

## Weitere Fehlbildungssyndrome
Einige Beispiele sind:
- Arnold-Chiari-Syndrom
- Cri-du-chat-Syndrom
- Di-George-Syndrom
- Dzierzynsky-Syndrom
- Edinburgh-Syndrom
- Edwards-Syndrom
- Fetales Alkoholsyndrom
- Fraser-Syndrom
- KBG-Syndrom
- Pätau-Syndrom
- Pseudoaminopterin-Syndrom
- Rötelnembryofetopathie
- Triploidie
- Ullrich-Turner-Syndrom
- Schwartz-Jampel-Syndrom